# Epilobium brevipes
Epilobium brevipes är en dunörtsväxtart som beskrevs av Joseph Dalton Hooker. Epilobium brevipes ingår i släktet dunörter, och familjen dunörtsväxter. Inga underarter finns listade i Catalogue of Life.